# Veronika Petrovici
Veronika Petrovici (n. 21 iulie 1934, Tătulești, România – d. 2 aprilie 2023) a fost un medic originar din România, profesoară de chirurgie plastică și reconstructivă la Universitatea din Köln, (Germania).

## Biografie
S-a născut la 21 iulie 1934 în Tătulești, în județul (Olt), părinții fiind învățători (Ana și Gavril Constantinescu). După absolvirea Liceului de fete din Slatina urmează cursurile Facultății de Medicină din București, între 1953 și 1959. Devine internă clinic prin concurs și își începe specializarea în chirurgie plastică la clinica Facultății de  Medicină din București, devenind în 1964 medic specialist.
În 1969 emigrează în Germania, unde începe să lucreze în Clinica de Chirurgie Plastică și Reconstructivă a Universității din Köln, sub conducerea renumitului chirurg plastic german Josef Schrudde. Obține în 1973 titlul de Doctor în Medicină și Chirurgie din partea Universității din Roma. În 1982 Universitatea din Köln îi decernează titlul academic de Doctor-Docent (venia legendi), în urma susținerii dizertației Contribuții la clasificarea și tratamentul hemangioamelor cutanate. În 1988 este numită  Profesor  de Chirurgie Plastică și Reconstructivă la Facultatea de Medicină a Universității din Köln.
Punctul de greutate al activității sale îl constituie tratamentul anomaliilor vasculare cutanate la copii.
Veronika Petrovici a introdus metode originale de tratament (extirparea chirurgicală a malformațiilor vasculare după embolizare  superselectivă), adoptate în toate centrele de specialitate. Împreună cu Josef Schrudde a dezvoltat procedeul lambourilor cutanate de transpoziție și alunecare (slide-swing skin flaps) cu aplicație în acoperirea defectelor de piele. De asemeni a adus contribuții la chirurgia reconstructivă a sânului și după arsuri ale feței.
Veronika Petrovici are numeroase publicații în revistele de specialitate și este invitată la congrese ca raportoare principală.
Dintre contribuțile sale în tratate și monografii sunt de menționat:
- Unfallbedingte Spätschädigungen des Haut- und Subkutangewebes, În: Chirurgie der Gegenwart, 1975
- Slide Swing Skin Flap, În: Encyclopedia of Flaps, 1998
- Anatomische Grundlagen von Hautlappen, În: Krupp - Plastische Chirurgie, 1999
- Hämangiome und vaskuläre Malformationen, În: Krupp - Plastische Chirurgie, 2000
- Trattamento chirurgico degli emangiomi e delle malformazioni vascolari del viso, În: Mattasi - Malformazioni vascolari ed emangiomi, 2003

Veronika Petrovici face parte din numeroase societăți științifice ca International Society for Burn Injuries, Verein der Deutschen Plastischen Chirurgen, Società Italiana di Chirurgia Plastica ed Estetica, Deutsche Gesellschaft für Senologie.
Este Membră de Onoare a Academiei de Științe Medicale din România, International Society for the Study of Vascular Anomalies, Jordanian Society for Plastic and Reconstructive Surgery.
În anul 1995 revista germana "Frau in Spiegel" a inclus-o în rândul "Marilor chirurgi ai Germaniei" (Deutschlands große Chirurgen).